# Usia atrata
Usia atrata är en tvåvingeart som först beskrevs av Fabricius 1798.  Usia atrata ingår i släktet Usia och familjen svävflugor. Inga underarter finns listade i Catalogue of Life.